# Distretto di Antón
Il distretto di Antón è un distretto di Panama nella provincia di Coclé con 54.632 abitanti al censimento 2010

## Geografia antropica

### Suddivisioni amministrative
Il distretto è suddiviso in dieci comuni (corregimientos):
- Antón
- Cabuya
- El Chirú
- El Retiro
- El Valle
- Juan Díaz
- Río Hato
- San Juan de Dios
- Santa Rita
- Caballero